# Rhagoletis rohdendorfi
Rhagoletis rohdendorfi
 es una especie de insecto del género Rhagoletis de la familia Tephritidae del orden Diptera. 
Valery Korneyev y Merz la describieron científicamente por primera vez en el año 1997.